# Metropolitana di Fortaleza
La metropolitana di Fortaleza è una rete di trasporto pubblico che serve la città di Fortaleza, capitale dello Stato del Ceará, in Brasile.
La rete è composta da 3 linee: la linea Sul (metropolitana), la linea Oeste e la linea Nordeste (metrotranvia), per una lunghezza totale di 56,8 km con 41 stazioni. Si caratterizza per il suo scartamento metrico, comune a tutte le linee.
È gestita dalla società METROFOR.

## Storia
Nel dicembre 1998 venne firmato il contratto per la costruzione della nuova linea metropolitana, la linha Sul ("linea Sud"). Stando alle dichiarazioni del presidente della METROFOR, Romulo dos Santos Forte, l'opera "è iniziata nel gennaio 1999 a causa di un vincolo di bilancio". Gli studi effettuati confermarono la fattibilità dell'opera e fu presentato il progetto. Tuttavia nel 2002, a causa della mancanza di fondi pubblici, il progetto venne bloccato. La situazione rimase in stallo fino a quando il ministro federale dei trasporti, Márcio Fortes, nel 2007 intervenne per porre rimedio alla situazione dei trasporti a Fortaleza e in altre città del Paese.
I lavori della linea Sul ricominciarono poco dopo e, dopo 13 anni, il 15 giugno 2012 la linea fu inaugurata.
Nel 2014 è stata integrata nella rete la linea Oeste: attiva sin dal 1988 come treno suburbano, dopo il 2014 è stata convertita in metrotranvia (localmente indicata come Veiculo Leve sobre Trilhos, VLT), percorsa da treni leggeri a motore diesel.
Il 25 luglio 2017 è entrata in servizio la linea Nordeste, con le prime quattro stazioni. Anche questa linea, come la Oeste, è una metrotranvia, anche se a differenza della precedente è di nuova costruzione. Il materiale rotabile è il medesimo della Oeste.

## Le linee
A ottobre 2023, la metropolitana di Fortaleza è composta dalle seguenti tre linee:
| Linea    | Percorso                                   | Inaugurazione | Ultima estensione | Lunghezza | Stazioni | Tipo          |
| -------- | ------------------------------------------ | ------------- | ----------------- | --------- | -------- | ------------- |
| Sul      | Central/Chico da Silva - Carlito Benevides | 2012          | 2013              | 24,1 km   | 20       | Metropolitana |
| Oeste    | Tirol-Moura Brasil - Caucaia               | 2014          | —                 | 19,5 km   | 10       | Metrotranvia  |
| Nordeste | Parangaba - Iate                           | 2017          | 2020              | 13,2 km   | 11       | Metrotranvia  |

Risulta in costruzione una quarta linea di metropolitana e una diramazione della metrotranvia Nordeste:
| Linea                    | Percorso                               | Inizio lavori | Inaugurazione (prevista)  | Lunghezza | Stazioni | Stato          |
| ------------------------ | -------------------------------------- | ------------- | ------------------------- | --------- | -------- | -------------- |
| Leste                    | Central/Chico da Silva - Edson Queiroz | 2013          | 2027                      | 12 km     | 13       | In costruzione |
| Ramal Aeroporto–Castelão | Expedicionários ↔ Aeroporto            | 2021          | Secondo semestre del 2025 | 2,5 km    | 2        | In costruzione |

### Linea Sul

La linha Sul ("linea Sud"), aperta nel giugno 2012, è la prima linea metropolitana costruita a Fortaleza. È lunga 24,1 km e ha 20 stazioni, di cui 4 sotterranee, 2 sopraelevate e le restanti in superficie. I lavori della linea iniziarono nel 1999, ma vennero bloccati a causa di vincoli di bilancio. La situazione rimase in stallo fino a quando il ministro federale dei trasporti, Márcio Fortes, nel 2007 intervenne per porre rimedio alla situazione dei trasporti a Fortaleza e in altre città del Paese. I lavori della linea Sul ricominciarono poco dopo e, dopo 13 anni, il 15 giugno 2012 la linea fu inaugurata.

### Linea Oeste

La linha Oeste ("linea Ovest") è stata integrata nella metropolitana di Fortaleza nel 2014. Prima di questa data, infatti, la linea era già esistente e percorsa da un servizio ferroviario suburbano sin dal 1988. Dopo il 2014, tuttavia, la linea è stata adattata in metrotranvia e ha iniziato ad essere servita da treni leggeri alimentati a diesel, gli stessi utilizzati dal 2017 per la linea Nordeste. Il percorso è lungo 19,5 km.

### Linea Nordeste

Le prime 4 stazioni della linha Nordeste ("linea Nord-est", in precedenza "linea Parangaba-Mucuripe") furono inaugurate il 25 luglio 2017. La linea fu quindi estesa nel luglio 2018 e di nuovo nel settembre 2020, raggiungendo così gli attuali 13,2 km di lunghezza, con 11 stazioni. Si tratta di una linea di metrotranvia di nuova costruzione.

### Linea Leste

Risulta in costruzione una quarta linea metropolitana, la linha Leste ("linea Est"), che connetterà tra loro Central/Chico da Silva (capolinea della linea rossa) a Papicu (sulla linea viola), proseguendo poi fino a Edson Queiroz.

### Ramal Aeroporto–Castelão

Dal 2021 è in costruzione una diramazione della metrotranvia Nordeste: tale ramo, dipartendosi da Expedicionários, andrà in un primo momento a servire l'aeroporto.
Inoltre è allo studio la sua futura estensione fino a Castelão (per servire l'omonimo stadio).

## Materiale rotabile

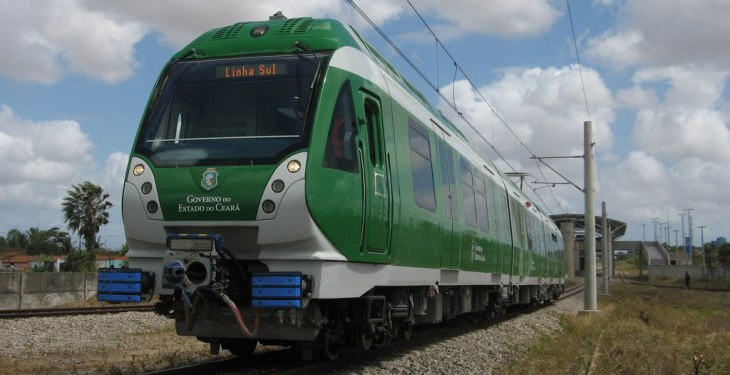
ETR 200 della linea Sud

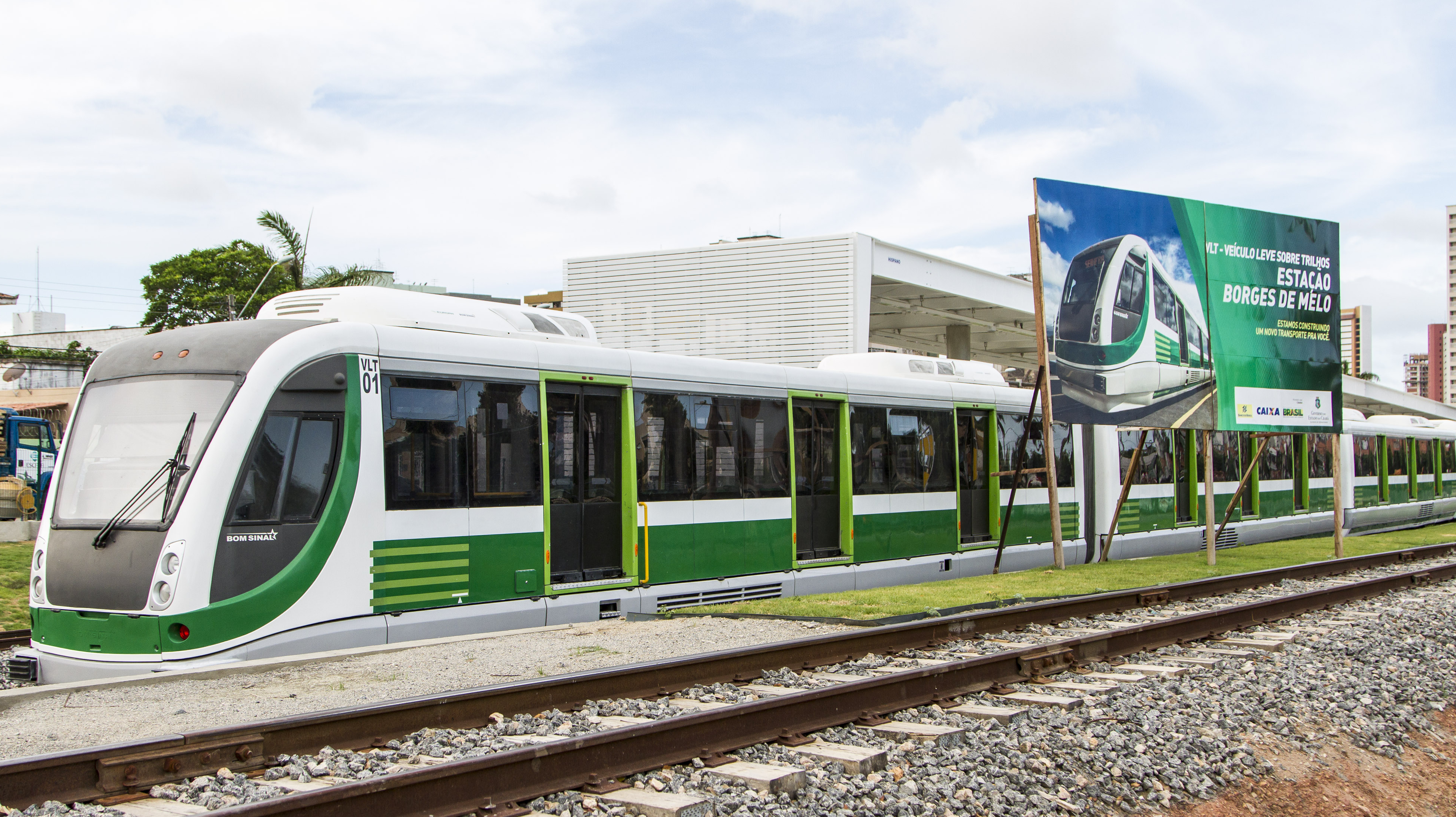
TUDH BS Mobile 3 delle linee Ovest e Nord-est

La linea Sud è servita da 20 treni ETR 200 (Metrostar) da 3 carrozze l'uno, costruiti dall'italiana AnsaldoBreda tra il 2012 e il 2013. Sulle linee Ovest e Nord-est, invece, viaggiano 20 treni TUDH BS Mobile 4, da 4 carrozze l'uno, costruiti dalla brasiliana Bom Sinal nel 2015: si tratta di veicoli leggeri con motore diesel.